# Nacionalismo andaluz

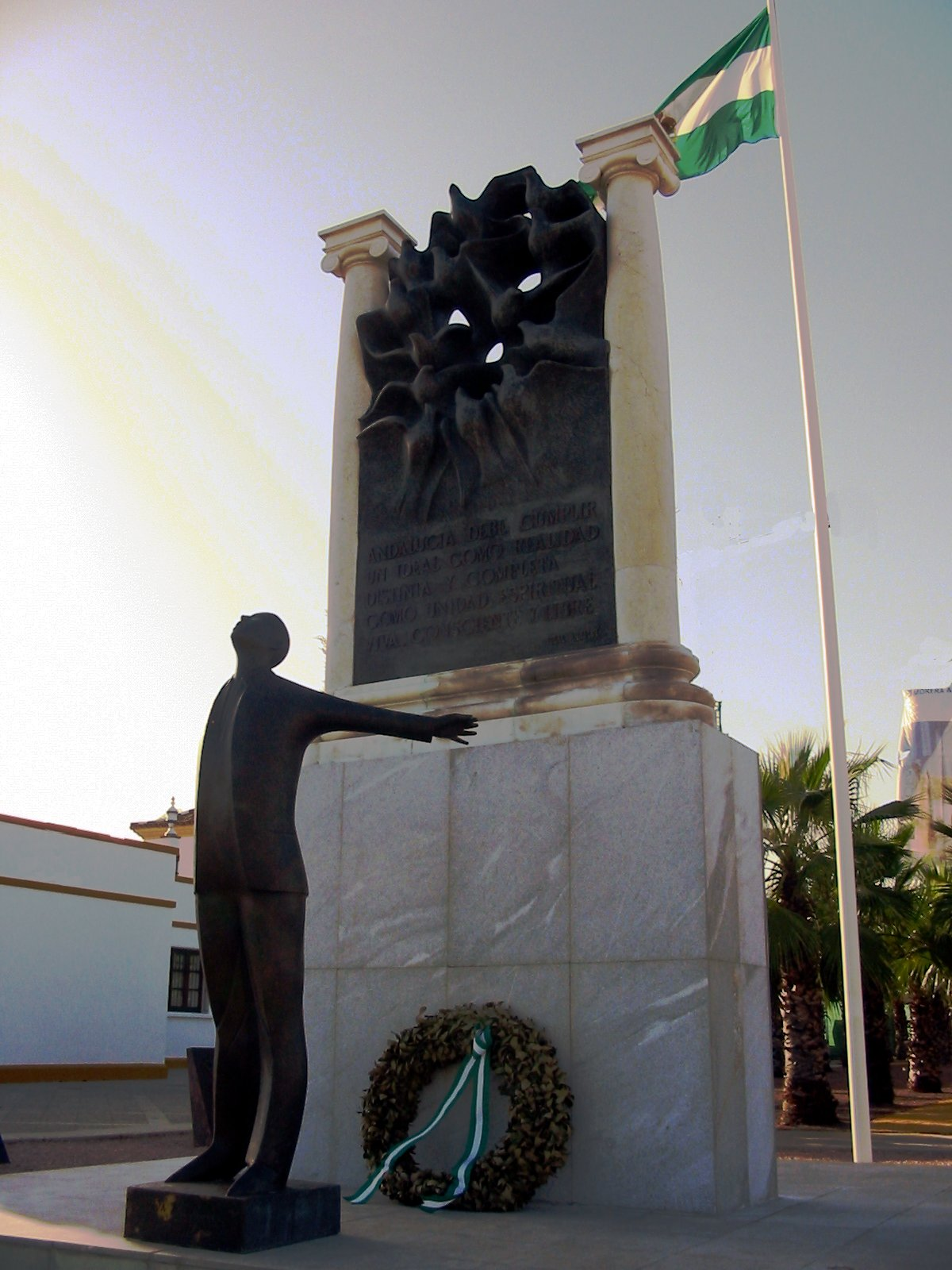
Estatua de Blas Infante en Sevilla, reconocido como «Padre de la Patria Andaluza» por el Estatuto de Autonomía de Andalucía. Es el máximo representante intelectual del nacionalismo andaluz.

El nacionalismo andaluz es una ideología y proyecto político que tiene como fin la materialización de un estado propio para la nacionalidad andaluza. Abarca un amplio espectro de propósito, desde partidarios del federalismo o el confederalismo, hasta posturas abiertamente independentistas.

## Historia del nacionalismo andaluz

### Precedentes o andalucismo cultural
El nacionalismo andaluz se conformó ideológicamente en las tres primeras décadas del siglo XX, como la variante política del andalucismo cultural o folklorista que se difundió desde la Sociedad Antropológica de Sevilla y el Ateneo de Sevilla a finales del siglo XIX, donde empiezan a desarrollarse una serie de estudios e investigaciones encabezados por intelectuales como Mario Méndez Bejarano, Antonio Machado Núñez, su hijo Antonio Machado Álvarez, Isidro de las Cagigas y Joaquín Guichot, produciéndose así lo que se ha denominado como el “descubrimiento de la identidad cultural andaluza”.
Diversos estudiosos e historiadores, en su mayoría próximos al nacionalismo andaluz, sitúan el germen de esta ideología en el siglo XIX, en dos eventos principales: el primero ocurrido en 1835, en el cual se constituyó la Junta Suprema de Andújar, y el segundo, en el que tuvo lugar el Manifiesto de los federales andaluces de 1883, que daría lugar diez años después a la Constitución de Antequera, en la que se reconocía a "una Andalucía soberana constituida en democracia republicana". También se considera como precursores del andalucismo soberanista a Fermín Salvochea, anarquista que fue alcalde de Cádiz o al político federalista Rafael Pérez del Álamo.

### Primeros pasos del nacionalismo andaluz

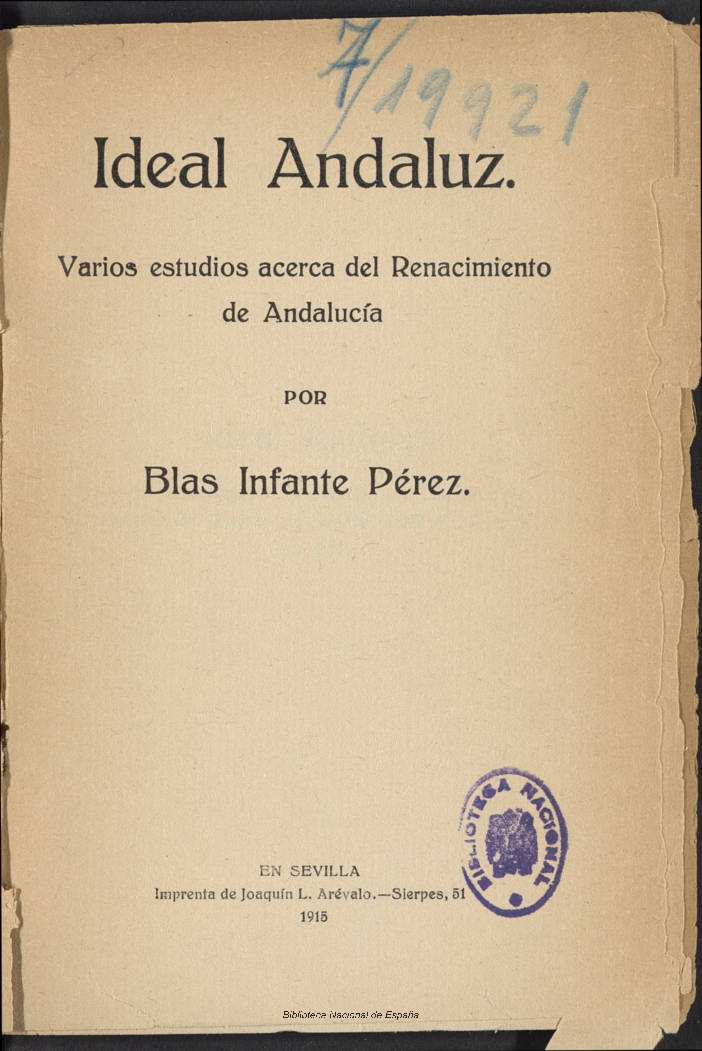
Ejemplar del Ideal Andaluz

En 1912 el diario sevillano El Liberal abre información pública sobre la necesidad de la existencia político-regional de Andalucía, lanzándose la idea de una Asamblea Andaluza, provocando gran actividad en el Ateneo de Sevilla. Al año siguiente se celebrarían en dicho ateneo los Juegos Florales, cuyo tema principal fue el regionalismo andaluz. Paralelamente en Ronda se celebraba el I Congreso Internacional de Economistas Fisiócratas, donde acude y hace su primera intervención pública Blas Infante. En 1915 Infante publicó El ideal andaluz, convirtiéndose así este en líder de facto y en coordinador del movimiento andalucista en los años posteriores, hasta su asesinato en agosto de 1936.
Sin embargo, no es hasta la Asamblea de Córdoba de 1919 donde el andalucismo político se postura a favor de la abolición de los poderes centralistas y por una Federación Hispánica, y define además a Andalucía como «realidad nacional» y «patria». En el epílogo de dicho manifiesto se explicita el propósito federalista para con España de Blas Infante y la asamblea nacionalista, en el que, haciendo una analogía terminológica, toman como referente al modelo de Francisco Pi y Margall, los Estados Unidos de América: "Organizaos, y como los andaluces de 1835, por la Junta Regional de Andújar, imponed la reforma de los Poderes Centrales españoles; tomaos vuestra propia libertad; acordar las medidas de vuestra propia redención y sed el pueblo más eficiente en los Estados Unidos de España. Sea vuestro grito de combate y de victoria: ¡Por Andalucía, por España y la Humanidad!".
La última reforma del Estatuto de Autonomía de Andalucía, realizada en 2007, se remite a este manifiesto para justificar la expresión «realidad nacional» que aparece en el preámbulo del mismo. Además, Blas Infante está reconocido oficialmente por la Junta de Andalucía y por el Congreso de los Diputados como «Padre de la Patria Andaluza».
Con la dictadura de Primo de Rivera, instaurada en España tras el golpe de Estado de septiembre de 1923, tanto el nacionalismo andaluz como el resto de movimientos y corrientes políticas excepto el PSOE quedan proscritos, por lo que desciende considerablemente la actividad política de los andalucistas.

### El nacionalismo andaluz durante la República
Tras la llegada de la República el 14 de abril de 1931, el nacionalismo andaluz en su mayoría percibe que puede acercarse el momento de la ansiada autonomía. Blas Infante, principal dirigente del movimiento nacionalista, encabeza varias candidaturas de izquierda, llegando incluso a colaborar con Ramón Franco, hermano del dictador. Los acontecimientos de dicha candidatura son relatados por Blas Infante en su obra 'La verdad sobre el Complot de Tablada y el Estado Libre de Andalucía', donde explica que su intención era la proclamación del 'Estado Libre de Andalucía', un estado federado de la segunda república.
En 1933 se publicaron las bases de un Estatuto de Autonomía para Andalucía, que se esperaba fuese aprobado y entrase en vigor en el verano de 1936. No obstante, al igual que otros proyectos autonomistas como el de Galicia, fue abortado por el golpe de Estado de 1936. En agosto del mismo año, Blas Infante sería asesinado por falangistas en la carretera de Sevilla a Carmona.

### El nacionalismo andaluz en la dictadura franquista

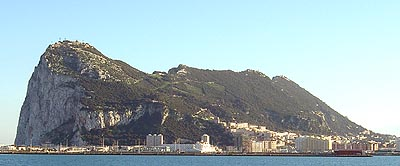
El nacionalismo andaluz comparte con el nacionalismo español la reivindicación irredentista sobre Gibraltar

Durante la dictadura del general Francisco Franco el nacionalismo andaluz quedó prácticamente reducido al ostracismo debido a la fuerte represión política que el régimen ejercía sobre toda idea que no comulgase con el nacional-catolicismo imperante.
No obstante, a partir de la década de 1960, principalmente en Sevilla, empiezan a resurgir ciertos sectores (principalmente de la pequeña burguesía intelectual) que tratan de recuperar el legado de Blas Infante y del movimiento nacionalista de las primeras décadas del siglo XX.

### Transición y lucha por la autonomía
A partir de 1975 tiene lugar un gran momento de efervescencia del nacionalismo andaluz, producto de las condiciones socioeconómicas de Andalucía y el debate autonómico. Como han señalado los estudiosos en el tema, la emigración masiva de andaluces desde la década de 1960 hasta la recuperación económica (últimos estudios los cifran en 2 millones) hacia España y Europa fue uno de los factores decisivos en este impulso andalucista por dos razones: la económica, ya que decenas de miles de familias andaluzas fueron conscientes de la gran contradicción entre la potencialidad de su región (territorial, demográfica, agrícola…) y su realidad de pobreza y subdesarrollo. El otro factor que propició la emigración forzada fue de carácter sociocultural, ya que por primera vez estos andaluces tuvieron conciencia de su propia identidad cultural diferenciada a la de otros territorios como Madrid, Cataluña, Galicia o el País Vasco. Según Isidoro Moreno, el catedrático de Antropología de la Universidad de Sevilla:

En Sabadell, Colonia o Bruselas, los trabajadores procedentes de las diversas comarcas y pueblos andaluces no se han sentido emigrantes a secas, ni tampoco básicamente sevillanos, cordobeses, granadinos o almerieneses, sino sobre todo, andaluces: miembros de una colectividad definida por su subdesarrollo y dependencia, que están en la base de la propia necesidad de emigrar, pero también por unas características culturales, por unas actitudes, por unas formas de expresar la experiencia, por una identidad, en suma, que ha modelado a un pueblo específico: el andaluz.
Desarrollo y bloqueo del nacionalismo andaluz

La actual bandera de Andalucía o arbonaida, fue diseñada en 1919 por Blas Infante, principal impulsor del nacionalismo andaluz, al igual que el escudo y el himno.

Por otro lado tenemos la cuestión autonómica, que privilegiaba a las consideradas como "regiones históricas", es decir: Cataluña, el País Vasco y Galicia, adquiriendo la autonomía en su máxima expresión y por la vía rápida, esto es, mediante el artículo 151 de la Constitución Española de 1978. Así, el pueblo andaluz, viéndose que quedaba fuera de esta opción, fue consciente del agravio comparativo que se iba a producir dando lugar a regiones de primer y segundo orden. La reacción de la población andaluza fue tajante e inmediata, convocándose en octubre de 1977 una comisión de parlamentarios andaluces para sentar las bases del futuro proyecto autonómico. Semanas después, el 4 de diciembre, en todas las ciudades importantes de Andalucía y también en Barcelona (donde se concentraba una importante comunidad de emigrantes andaluces) se vivió una jornada de apoyo a dicha comisión que lanzó a la calle a un millón y medio de andaluces, aproximadamente. En la ciudad de Málaga, el joven Manuel José García Caparrós murió a consecuencia de un disparo por parte de la Policía mientras enarbolaba una bandera de Andalucía.

Alejandro Rojas-Marcos interviniendo en el Congreso de los Diputados

Desde este día hasta la aprobación en referéndum del Estatuto de Autonomía en diciembre de 1981, se vivirá en Andalucía un momento de efervescencia identitaria que impregnaría el ámbito cultural y político de la sociedad andaluza de la época. Posiblemente, la jornada más importante de este período sea el 28 de febrero de 1980, día en el que el Estatuto de Autonomía fue sometido a referéndum y que hoy es reconocido como Día de Andalucía. No obstante, desde el nacionalismo andaluz se reivindica como "Día Nacional de Andalucía"' el 4 de diciembre, debido a los sucesos antes descritos.
Durante estos años, el principal líder andalucista fue el abogado sevillano Alejandro Rojas-Marcos, que fue diputado en el Congreso de los Diputados (1979-1982/1989-1991) y alcalde de Sevilla (1991-1995).

## Símbolos nacionalistas
Actualmente el nacionalismo andaluz tiene como seña más característica la bandera nacionalista andaluza, también conocida como "arbonaida nacionalista", que se creó en la década de 1980, una vez que Andalucía ya había alcanzado la autonomía política y los nacionalistas andaluces comenzaron a pedir la definición de Andalucía como nación.
La primera bandera de corte nacionalista que se creó en Andalucía fue a imitación de la bandera de Cuba. La creó el Partido Socialista de Andalucía, el actual Partido Andalucista, utilizada posteriormente por las Juventudes Andalucistas. Consiste en una bandera de Andalucía a la que se le añadió un triángulo rojo al asta y en el centro de este una estrella blanca de cinco puntas.
Posteriormente, ya casi en la década de 1990, se creó la bandera independentista con más difusión en la actualidad, que simplemente incorpora una estrella roja de cinco puntas en el centro de la bandera original sin el escudo. En los últimos años se ha comenzado a difundir una nueva bandera nacionalista que sustituye la estrella roja de cinco puntas por otra de ocho (a la que denominan estrella tartésica). Esta bandera se creó para intentar añadir símbolos más andaluces a la bandera, como es la estrella de ocho puntas, de la que se afirma tiene origen tartésico y por su uso durante Al-Ándalus, pero actualmente no tiene apenas difusión entre los nacionalistas andaluces.

Los nacionalistas andaluces modifican el lema del escudo oficializado en el Estatuto de Autonomía, usando el lema nacionalista "Andalucía por sí, los Pueblos y la Humanidad". Del mismo modo sucede con parte de la letra del himno, que los nacionalistas andaluces modifican de la siguiente manera: "Sea por Andalucía libre, los pueblos y la Humanidad".

Bandera utilizada por las Juventudes Andalucistas
Arbonaida con una estrella roja de cinco puntas en el centro.
Bandera nacionalista andaluza con la estrella tartésica.

## Organizaciones nacionalistas andaluzas o andalucistas
Históricamente, la principal fuerza política que se reclamaba nacionalista andaluza era el Partido Andalucista, que fue perdiendo progresivamente la fuerza que ha tenido históricamente (sobre todo en el ámbito municipal) hasta su disolución en septiembre de 2015. Desde 1984 el PA sufrió diferentes escisiones que, en mayor o menor medida, también se han proclamado andalucistas o nacionalistas, destacando principalmente formaciones como Convergencia Andaluza o el Partido Socialista de Andalucía (PSA), que acabaron reintegrándose en el PA, volvió a escindirse en el caso de Convergencia Andaluza.

El Partido Andalucista (PA) máximo representante histórico del nacionalismo histórico, se terminó disolviendo en 2015 tras acumular una serie de importantes derrotas electorales.

La fuerza más destacada en la actualidad del ámbito nacionalista andaluz es la CUT, liderada por Juan Manuel Sánchez Gordillo, destacado dirigente jornalero y alcalde de Marinaleda entre 1979 y 2023, que formó parte de IU desde su fundación hasta 2015. En un ámbito más exclusivamente independentista se encuentra Nación Andaluza (NA), formación que se presentó a las elecciones municipales de 2015 en Granada.
Dentro del nacionalismo andaluz también destaca el Sindicato Andaluz de Trabajadores (SAT), creado en 2007 tras la unión del histórico Sindicato de Obreros del Campo (SOC) y otros sindicatos sectoriales de Cádiz, Marbella y otros puntos de Andalucía. El antes mencionado exalcalde de Marinaleda, Juan Manuel Sánchez Gordillo, es también uno de los principales dirigentes e impulsores del SAT junto a Diego Cañamero, su portavoz nacional entre 2007 y 2015.
En el ámbito juvenil del nacionalismo andaluz se encuentran las Juventudes Andalucistas (JJAA), organización juvenil vinculada al PA creada en 1984 que tras su disolución ha seguido existiendo y forma parte de la Alianza Libre Europea de Jóvenes (EFAY) junto a otras organizaciones juveniles de partidos nacionalistas periféricos de España como Galiza Nova (BNG), Gazte Abertzaleak (EA) o las Joventuts d'Esquerra Republicana de Catalunya (JERC). En 2021, se integran en Andalucía por Sí. Dentro de la izquierda independentista andaluza se encuentra Jaleo!!!, organización juvenil nacida en 1996 que se define como independentista, comunista y feminista, no vinculada a ningún partido político y más cercana a otras organizaciones juveniles independentistas como Ernai, Arran, Purna o Yesca.

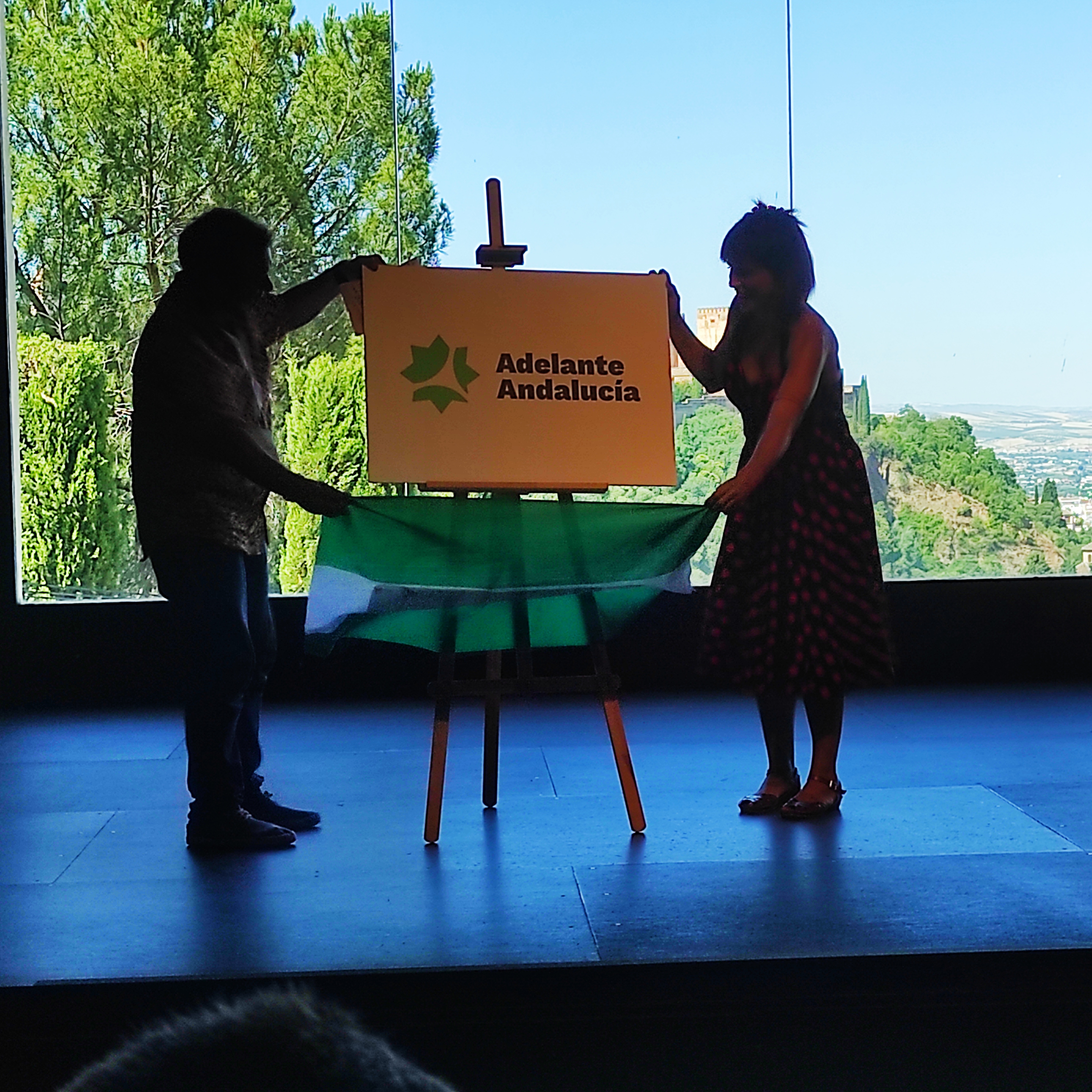
Presentación del nuevo logo de Adelante Andalucía en su refundación

Desde 2015 parte del nacionalismo andaluz propone la creación de una nueva región andaluza en una España federal que incorpore además de las 8 provincias andaluzas, las provincias de Murcia, Albacete y Badajoz, por ser todas herederas del legado andalusí. Circunstancias que apoyan esta idea en el caso del sur de Badajoz son las hablas de transición con las andaluzas, habiendo incluso zonas donde se habla andaluz muy al sur de Extremadura, otras zonas incluso fueron en la antigüedad parte del reino de Sevilla, y por otro lado la relación cultural y familiar desde siglos entre los distintos pueblos de Huelva, Sevilla y Badajoz que han establecido vínculos históricos muy fuertes. En el caso de Murcia factores importantes son la presencia en la cultura del flamenco, la tradición andalusí como la huerta, hermana de la de la Vega del Guadalhorce en Málaga, la contribución de personajes históricos andalusíes como el rey "lobo" de Murcia que incorporaron a su reino zonas bastas de Albacete, Jaén, Granada y Almería y un fuerte vínculo histórico-cultural también existente entre los pueblos murcianos, almerienses y granadinos. Esta es la idea más aceptada hasta hoy. Existen otras corrientes más minoritarias que abogan por la independencia y la creación de los países andaluces, sobre la que no hay unanimidad, hay quienes proponen que sea solo la Andalucía actual la que debe alcanzar la independencia, mientras que otros incluyen incluso el norte de Marruecos y el Alentejo portugués o incluso al sur de Ciudad Real o el oeste de Alicante.
En 2018 nace la coalición Adelante Andalucía, formada por Podemos Andalucía, IULV-CA y dos formaciones andalucistas surgidas a partir de la disolución del Partido Andalucista: Izquierda Andalucista y Primavera Andaluza, donde se presentan a las andaluzas de 2018, obteniendo 17 escaños, aunque todos ellos de Podemos e IU. Tras una serie de tensiones durante la legislatura, se produce una rotura dentro de la coalición, con la expulsión de Teresa Rodríguez y otros parlamentarios. En 2021, se produce una refundación de Adelante Andalucía, con miras completamente andalucistas, integrado por Anticapitalistas Andalucía, Primavera Andaluza, Izquierda Andalucista y Defender Andalucía.

### Lucha armada
En 1980 surgen los Grupos Armados 28 de Febrero (GAVF), organización armada independentista que llevó a cabo una breve campaña de atentados dentro y fuera de Andalucía.

### Formaciones políticas nacionalistas de Andalucía desde 1978 y hasta la actualidad

#### Coaliciones electorales
- Coalición Andalucista: Fue una coalición electoral que se presentó a las andaluzas de 2008 y a las generales de 2008 que no obtuvo representación política. Estuvo formada por los siguientes partidos:
  - Partido Andalucista (PA)
  - Partido Socialista de Andalucía (PSA)
  - Izquierda Andaluza (IA) escisión de IU-LV-CA. Se ha presentado en procesos electorales en coalición con otros partidos como el PSA, Los Verdes o coaliciones como Coalición Andalucista.
  - Foro Andaluz (FA)
  - Convergencia Andaluza de Málaga
  - Asamblea Nacional de Andalucía (ANA)
  - Unidad Popular de Andalucía (UPAN)
  - Liberación Andaluza (LA)
  - Partido Social y Centrista de Camas
- Adelante Andalucía: Coalición presentada para las elecciones al Parlamento andaluz de 2018, así como a las municipales de 2019. Estuvo formada por diversos partidos, habiendo salidas de la misma por parte de Podemos e IU-LV-CA a nivel autonómico. En 2021 se refunda como partido político y se presenta a las elecciones al Parlamento de Andalucía de 2022 con la denominación "Adelante Andalucía-Andalucistas".[18]
  -     - Podemos Andalucía (hasta 2021)
    - Izquierda Unida Los Verdes-Convocatoria por Andalucía (hasta 2021)
    - Izquierda Andalucista.
    - Primavera Andaluza.
    - Alternativa Republicana.
    - María José Torres, coportavoz de Iniciativa del Pueblo Andaluz, en la presentación de Por Andalucía.Participa.
    - Ganar Cádiz en Común.
    - Izquierda y Progreso.
    - Marea Municipalista Andaluza.
    - S PYOS.
    - Unión Democrática de Andalucía.

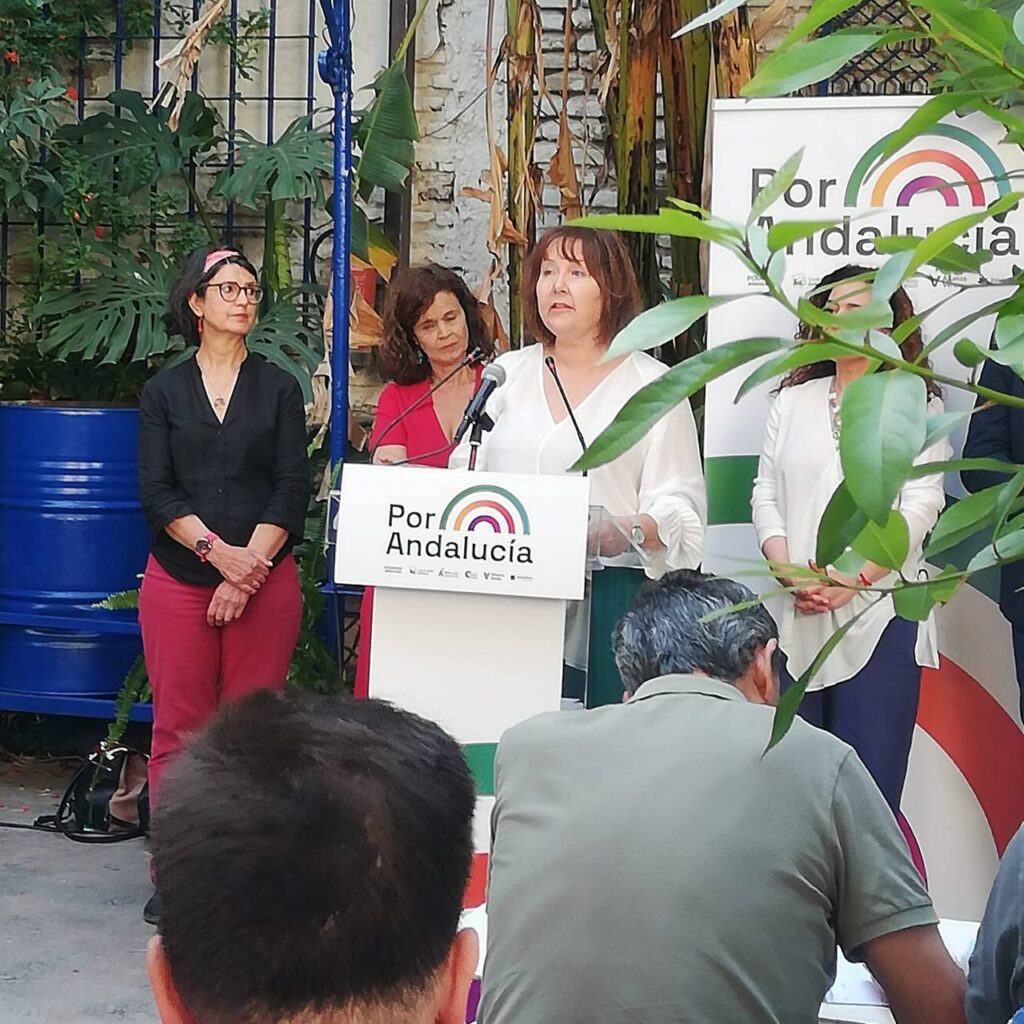
María José Torres, coportavoz de Iniciativa del Pueblo Andaluz, en la presentación de Por Andalucía.

    - Agrupación de Electores de Villanueva.
    - Candidatura Unitaria de Trabajadores.
    - Anticapitalistas Andalucía (Desde 2020)
    - Defender Andalucía (Desde 2021)
- Andaluces Levantaos: Coalición entre AxSí, CAnda y otros partidos de ámbito municipalista andaluz para las andaluzas de 2022.Obtuvo 11980 votos y fue la 9.ª fuerza política más votada.[19] Los partidos que forman la coalición son:[20]
  - Andalucía por Sí.
  - Convergencia Andaluza.
  - Andalucistas Linenses.
  - Ganemos Chiclana.
  - Andalucía entre Todos.
- Por Andalucía: Coalición de partidos no andalucistas como IU LV-CA, Podemos Andalucía, Verdes Equo y Más País Andalucía, junto a Iniciativa del Pueblo Andaluz que aportó un matiz andalucista a la coalición.[21]

#### Partidos políticos
- Candidatura Unitaria de Trabajadores (CUT): actualmente salvo en municipales - que depende de lo acordado municipio a municipio - concurre a todas las demás elecciones dentro de Adelante Andalucía o Unidas Podemos o candidaturas equivalentes.
- Partido Andalucista: principal partido nacionalista andaluz. Fundado en 1976, fue uno de los impulsores de la autonomía de Andalucía. Asimismo tuvo representación en 7 legislaturas en el Parlamento de Andalucía y 3 en el Congreso de los Diputados, así alcaldías de ciudades como Jerez de la Frontera. Tras su oposición a la reforma del Estatuto de Autonomía de Andalucía de 2007, comenzó su declive, sin obtener representación parlamentaria, desapareciendo en 2015.
- Partido Socialista de Andalucía: fundado en 2001 por militantes que abandonaron el PA, fue el segundo partido nacionalista andaluz, aunque nunca llegó a obtener representación parlamentaria, en las municipales obtuvo decenas de concejales y alguna alcaldía. En el 2011 se reintegra en el PA.
- Partido Andaluz del Progreso (PAP), en 1996 se disolvió y la mayoría de sus militantes se integraron a título personal en el PA)
- Izquierda Andaluza (IA)
- Izquierda Andalucista (IzAnd): actualmente salvo en municipales - que depende de lo acordado municipio a municipio - concurre a todas las demás elecciones dentro de Adelante Andalucía o Unidas Podemos o candidaturas equivalentes.
- Primavera Andaluza: actualmente salvo en municipales - que depende de lo acordado municipio a municipio - concurre a todas las demás elecciones dentro de Adelante Andalucía o Unidas Podemos o candidaturas equivalentes.
- Foro Andaluz (FA): partido fundado en 2004 por Manuel Pimentel de carácter andalucista, humanista y universalista.[22]
- Convergencia Andaluza: fundado en 2006 por militantes del PA, se integró en el mismo en 2013. Tras su disolución volvió a la actividad en la provincia de Granada, con concejales en la comarca de la Costa Granadina.
- Bloque Nacionalista Andaluz: fundado en 2008 lucha basa su andalucismo en el de Blas Infante, independentismo sin ser excluyente, basado en el humanismo.[23]

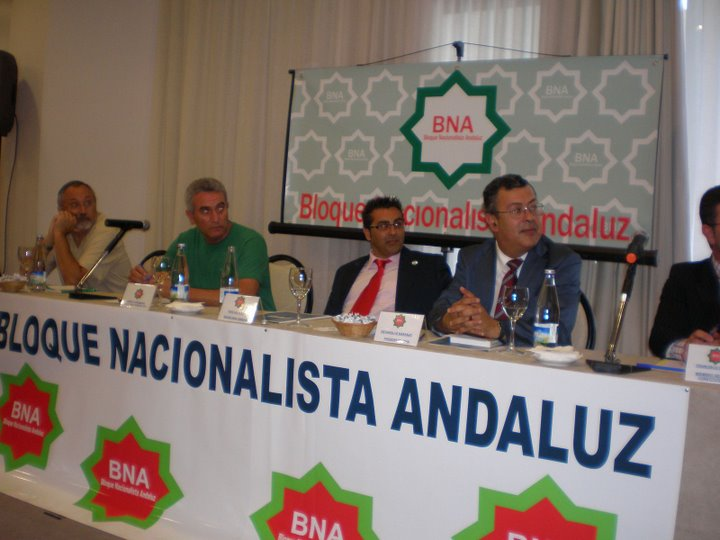
Presentación del Bloque Nacionalista Andaluz

- Asamblea Nacional de Andalucía (ANA): Pide la creación de los «Países Andaluces» que incluyen además del territorio andaluz, Murcia, el Rif y el Algarve bajo una forma de República Federal con más de 13 millones de habitantes y capital en Sevilla.[24] El 4 de diciembre de 2017, declararon de manera simbólica la República Virtual de Andalucía.  [25]
- Partido Nacionalista Andaluz-Somos Andaluces: Nacido en 2016, tras la disolución del PA, se declara como un «partido independentista de corte moderno», el cual pide el derecho de todos los pueblos de España a decidir su derecho a la autodeterminación.[26] Asimismo, busca la independencia de Andalucía creando una República Andaluza, además de recuperar las relaciones con el norte de África por el legado andalusí.[27] El partido decidió presentarse a las elecciones catalanas de 2021 junto a Força Cataluña[28] en la coalición Unitat Primer d'Octubre, aunque finalmente no consiguieron los avales para poder concurrir a las elecciones.[29]
- Andalucía En Marcha (coalición andalucista)
- Unidad Popular Andaluza (UPAN): escisión del PCPA, que se integró dentro de Coalición Andalucista de 2008,[30] presentándose también a las municipales de 2011 obteniendo 6 concejales.[31]
- Pueblo Nacionalista Andalusí: Fundado en 2012 piden la devolución de Gibraltar al «País Andalusí», considerando a España como «un país asaltante». Asimismo piden la devolución de las propiedades expropiadas a los andalusís a sus descendientes.[32]
- Liberación Andaluza (LA, partido constituido hacia 1985[33][34][35] o 1986,[36] activo hasta 1989 y de ideología andalucista islamizante). Totalmente inactivo desde las elecciones autonómicas y las elecciones generales de 2008, que la candidatura que integraba no obtuvo representación.
- Iniciativa del Pueblo Andaluz (IdPA): escisión de Izquierda Abierta fundado en 2016. Es una formación ecoandalucista que se ha presentado en los comicios de 2018 con Equo y de 2022 en Por Andalucía.
- Nación Andaluza (NA): Fundado en 1990, es un partido independentista que busca la independencia de Andalucía de España y la creación de una república socialista y antiimperialista.[37]

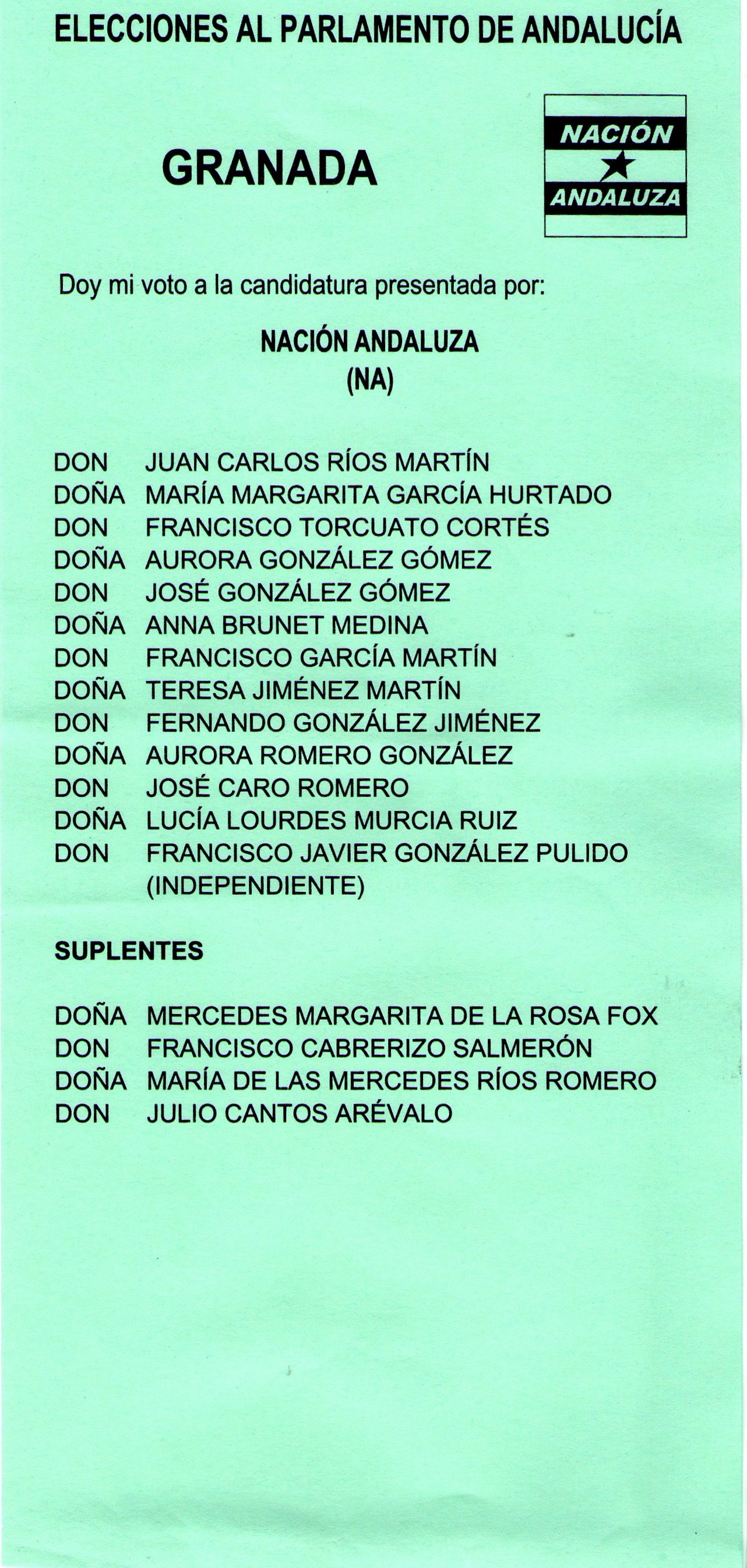
Papeleta de Nación Andaluza para las elecciones al Parlamento de 2018 por la circunscripción de Granada

- Andalucía Comunista: partido marxista-leninista que lucha por una Andalucía libre, soberana y democrática[38]
- Andalucía Por Sí: fundado en 2016 por militantes del PA tras su disolución, obtuvo más de 100 concejales en las municipales de 2019 y 8 alcaldías.
- Defender Andalucía: Plataforma creada en 2020 entre activistas, sindicalistas, feministas y personalidades de movimientos municipalistas para relanzar una nueva oleada andalucista. Crítica con la deriva del Partido Andalucista desde 2008, que terminó provocando su desaparición, así como las luchas internas de Adelante Andalucía, busca un andalucismo más amplio, plural y de izquierdas que albergue diferentes luchas sociales, feministas y ecologistas.[39] A finales de 2020 se integra dentro de la refundación de Adelante Andalucía.[40]

### Hinchadas de fútbol de ideología andalucista
- Biris Norte (Sevilla FC)
- Kolectivo Sur ( Xerez Deportivo FC)
- Brigadas Amarillas (Cádiz CF)
- Komando Kriptionita (Chiclana CF)
- Komando Pirata (Puerto Real CF)
- Marea Verde Juvenil 2015 (Atlético Sanluqueño)

#### Desaparecidos
- Kolectivo Los Tiesos (U.D Almería)

## Presencia del nacionalismo andaluz en el parlamento andaluz (2008-Actualidad)
La presencia en el Parlamento de Andalucía de partidos políticos que se definan como nacionalistas andaluces ha sido diversa desde las primeras elecciones celebradas en la Comunidad Autónoma de Andalucía hasta al día de hoy. Históricamente la representación más destacable ha sido capitalizada por el Partido Socialista de Andalucía-Partido Andaluz, desde 1984 y hasta su disolución en 2015 conocido como Partido Andalucista (PA). Actualmente la coalición electoral Adelante Andalucía representa ese espectro ideológico en el Parlamento de Andalucía. Cabe destacar que esta última es una coalición de partidos estatales con fuerzas minoritarias andalucistas (Primavera Andaluza e Izquierda Andalucista). 
En febrero de 2007 se votó en referéndum la reforma para el Estatuto de Autonomía de Andalucía con la participación de solo un 36,28 % y la abstención de un 63,72 %, la reforma fue aprobada por el 87,45 % de votos a favor, frente a un 9,48 % en contra. El nuevo estatuto entre otras cuestiones competenciales y financieras, se declaraba así:

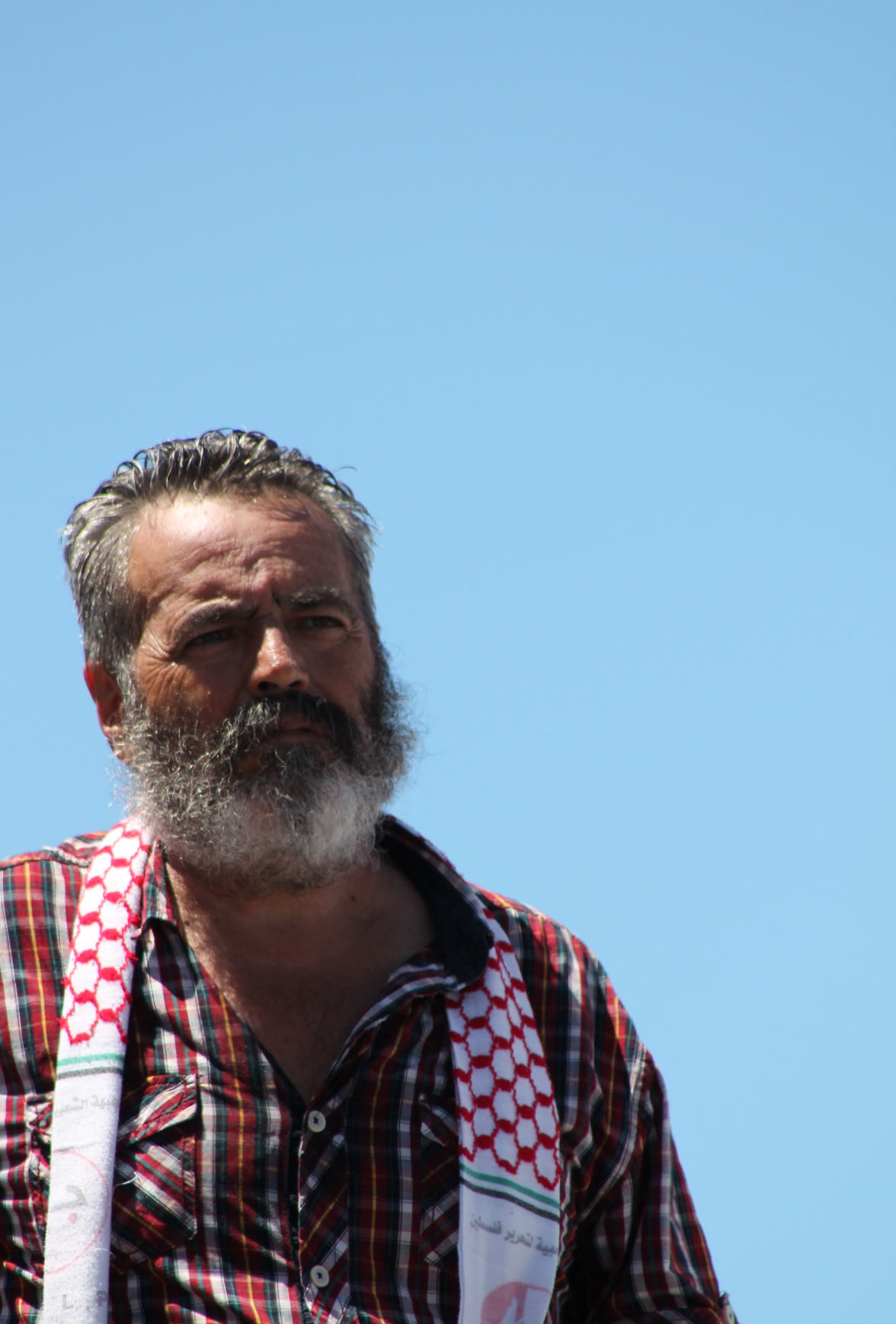
Juan Manuel Gordillo, único representante andalucista en el Parlamento entre 2008 y 2014

Artículo 1.
1. Andalucía, como nacionalidad histórica y en el ejercicio del derecho de autogobierno que reconoce la Constitución, se constituye en Comunidad Autónoma en el marco de la unidad de la nación española y conforme al Artículo 2 de la Constitución.

### Elecciones autonómicas de 2008
A pesar de la presencia del Partido Andalucista (PA) en una lista única con la práctica totalidad de los partidos nacionalistas (bajo el nombre de Coalición Andalucista), obtienen un descalabro todavía mayor al perder su representación en el Parlamento de Andalucía. Sin embargo, quedaría en la cámara como exponente del nacionalismo andaluz de izquierdas el alcalde de Marinaleda, Juan Manuel Sánchez Gordillo, dirigente del Colectivo de Unidad de los Trabajadores - Bloque Andaluz de Izquierdas (CUT-BAI) y del Sindicato Andaluz de Trabajadores (SAT), pero bajo las listas de Izquierda Unida Los Verdes-CA

### Elecciones autonómicas de 2012
En 2012 el PA vuelve a presentarse en solitario y también vuelve a quedarse fuera del Parlamento de Andalucía. Una vez más, el único representante del nacionalismo andaluz es Juan Manuel Sánchez Gordillo, que también se destacó por votar en contra del pacto de gobierno entre el PSOE e IULV-CA, pese a ser diputado por las siglas de la coalición izquierdista.

### Elecciones autonómicas de 2015
El Partido Andalucista no consigue representación, consiguiendo algo más de 60.000 votos. En Sevilla se presenta también el Partido Nacionalista de Andalusí, obteniendo únicamente el 0,01 % de los votos.

### Elecciones autonómicas de 2018
Para las elecciones autonómicas celebradas el 2 de diciembre de 2018 en Andalucía, se presentaron un total de 6 grupos o coaliciones políticas. De mayor a menor éxito electoral, se encuentra en primer lugar a la coalición electoral Adelante Andalucía liderada por la gaditana Teresa Rodríguez (en cuyo seno encontramos partidos políticos nacionalistas andaluces como Primavera Andaluza e Izquierda Andalucista, ambas fruto de la desintegración del PA) que logró 584.040 votos, 17 parlamentarios y un 16,18 % de los votos. Le sigue el partido liderado por Joaquín Bellido, Andalucía Por Sí (formación fruto también de la desintegración del PA) que obtuvo 22 017 votos, 0 parlamentarios y el 0,61 % de los votos. La coalición "Equo- Iniciativa Andalucía", formada por el partido ecologista junto a Iniciativa del Pueblo Andaluz buscó ser "la ecología política y el andalucismo de izquierdas", obteniendo algo más de 15 172 votos y un 0,42 % de los mismos. Nación Andaluza se presentó también, consiguiendo 4.988 votos, el 0,14 % de los sufragios contabilizados. Se presentaron también partidos como Convergencia Andaluza, únicamente por la provincia de Granada o Conecta Andalucía, pero ninguna logró más del 0,14 % del total. 
Cabe señalar, que de los 17 parlamentarios que obtuvo Adelante Andalucía, ninguno de ellos forma parte de una formación netamente andalucista. Los que obtuvieron escaño pertenecen a formaciones estatalistas, concretamenten a las federaciones andaluzas de Podemos e Izquierda Unida.

### Elecciones autonómicas de 2022
En las elecciones al Parlamento de Andalucía de 2022, la candidatura "Adelante Andalucía-Andalucistas" obtiene representación con un total de 2 escaños. Formaciones como Andaluces Levantaos (coalición integrada por Andalucía Por Sí, Convergencia Andaluza y otros partidos de ámbito municipal) y Nación Andaluza obtendrían sin embargo la mitad del número de votos que consiguieron en las elecciones de 2018.

### Textos
- Constitución Federal Andaluza (1883) o Constitución de Antequera
- Ideal Andaluz de Blas Infante (1915)
- Manifiesto andalucista de Córdoba (1919)
- Bases para el Estatuto de Autonomía de Andalucía de 1933
- Real Decreto-Ley de Creación del Régimen Preautonómico para Andalucía(1978)
- Estatuto de Autonomía de Andalucía 1981
- Estatuto de Autonomía de Andalucía 2007

- Datos: Q564999
- Multimedia: Andalusian nationalism / Q564999